# Нагайбакский
Нагайба́кский — посёлок в Нагайбакском районе Челябинской области России. Административный центр Нагайбакского сельского поселения.

## География
Посёлок находится на расстоянии 17 км к западу от села Фершампенуаз, административного центра района.

## История
Населённый пункт возник в 1963 году как посёлок центральной усадьбы совхоза «Нагайбакский». В 1968 году в состав посёлка включен посёлок Новорассыпной.

## Население
| 2002 | 2010 |
| ---- | ---- |
| 866  | ↘818 |

### Половой состав
По данным Всероссийской переписи, в 2010 году численность населения посёлка составляла 818 человек (377 мужчин и 441 женщина).

## Улицы
| - ул. Больничная, - ул. Велосипедная, - ул. Восточная, - ул. Зелёная, | - ул. Кирпичная, - пер. Лазурный, - ул. Лесная, - ул. Московская, | - пер. Новый, - пер. Придорожный, - пер. Производственный, - ул. Рассыпная, | - пер. Садовый, - ул. Сиреневая, - ул. Центральная, - ул. Школьная. |